# Conca Casale
Conca Casale là một đô thị ở tỉnh Isernia trong vùng Molise, có cự ly khoảng 50 km về phía tây của Campobasso và khoảng 20 km về phía tây nam của Isernia. Tại thời điểm ngày 31 tháng 12 năm 2004, đô thị này có dân số 244 và diện tích là 14,5 km².
Conca Casale giáp các đô thị: Pozzilli, San Vittore del Lazio, Venafro, Viticuso.